# Personaggi di Perfect Hair Forever

Gerald e gli animali di Young Man

I personaggi di Perfect Hair Forever sono tutti i personaggi apparsi nell'omonima serie televisiva d'animazione. Il loro design è stato curato da Todd Redner insieme a vari altri animatori della Radical Axis.
La serie si incentra su Gerald, un ragazzo che va alla ricerca dei capelli perfetti come rimedio alla sua calvizie. Nel suo viaggio viene accompagnato da alcuni strani compagni che lo aiutano a ritrovare la strada per Tuna Mountain.

## Personaggi principali

### Gerald Bald Z
Gerald Bald Z è il protagonista della serie che intraprende un viaggio verso Tuna Mountain alla ricerca dei "capelli perfetti" per rimediare alla sua calvizie prematura. È ritratto come un giovane ragazzo malinconico e indifferente ma si mostra fortemente ottimista nel suo obiettivo. Molte volte tende a condurre inconsapevolmente lunghi e strani monologhi. Nel suo viaggio viene accompagnato da Action Hotdog, Norman Douglas e Terry/Twisty. Il suo nome è un riferimento alla serie televisiva anime Dragon Ball Z. Nel doppiaggio originale è interpretato da Kim Manning.

### Uncle Grandfather
Uncle Grandfather è il maestro di Gerald. Descritto dallo sceneggiatore Matt Harrigan come "vecchio, calvo, sporco e ciccione", Uncle Grandfather dovrebbe rappresentare la figura paterna di Gerald. Trascorre quasi tutto il suo tempo a mangiare, osservare Brenda nelle parti intime e a leggere giornali pornografici. È incapace di pronunciare frasi coerenti e parla con un accento strano pseudo-giapponese molto simile all'engrish. Oltre ad essere pervertito, ha il potere di far apparire grandi quantità di cibo da fast food come hot dog e hamburger. Sostiene inoltre di essere in grado di catturare tutto ciò che desidera con delle ciambelle. In un episodio, durante una conversazione telefonica, racconta a Coiffio di non aver mai avuto un figlio. Se questa affermazione è vera, Uncle Grandfather sarebbe, oltre ad essere zio, il nonno biologico di Gerald e di conseguenza sua figlia sarebbe la madre e suo fratello il padre di Gerald. Uncle Grandfather è una parodia generale dei vecchi pervertiti che si possono trovare negli anime. Nel doppiaggio originale è interpretato da Matt Maiellaro.

### Brenda
Brenda è l'allieva dai capelli rosa di Uncle Grandfather. Solitamente serve il cibo e combatte a comando di Uncle Grandfather. Nonostante non parli per la maggior parte del tempo, a volte urla mentre combatte o parla in giapponese. Ha sconfitto Gerald in una sfida con le spade tagliandogli l'orecchio, portando il ragazzo a farsi espellere dal tempio di Uncle Grandfather e partire per il suo viaggio. Nonostante non venga spiegato approfonditamente nella serie, è la causa delle "Guerre di Cat-Bun", una faida tra i panini di hot dog e l'esercito di gatti di Coiffio. Rod, in riferimento al dialogo tra Yoda e Obi-Wan Kenobi su Luke Skywalker ne L'Impero colpisce ancora, ritiene che Brenda sia "la nostra unica speranza".

## Personaggi ricorrenti

### Aiutanti di Gerald
- Action Hotdog, voce originale di Will Armstrong.

(Tipica frase di Action Hotdog)
Action Hotdog è un hot dog vivente fluttuante che si esprime con la glossolalia. Ricevuto come regalo da Uncle Grandfather, è il primo aiutante di Gerald ad unirsi nel suo viaggio. È una creatura amichevole e dall'atteggiamento allegro, nonostante ciò il suo canto tende ad irritare le persone, in particolare Catman, il quale ha provato più volte ad ucciderlo. Ha il potere di trasformarsi in un "ciclomotore salsiciotto" e urina una sostanza arcobaleno. Durante il matrimonio tra Young Man e Brenda ha rivelato di saper usare il pianoforte e cantare. 
- Inappropriate Comedy Tree, voce originale di Nick Ingkatanuwat.

Inappropriate Comedy Tree, il cui vero nome è Norman Douglas, è un albero senziente che accompagna Gerald nel suo viaggio verso Tuna Mountain. Ha una personalità eccentrica e ha l'abitudine di raccontare barzellette. Inizialmente era un agente di Coiffio, il quale lo riteneva il suo "albero da battaglia", con il compito di seguire e spiare Gerald, tuttavia sentendosi oppresso da lui ha deciso di scappare via e di unirsi al gruppo del ragazzo. Il suo parlare perpetuo e rumoroso spesso infastidisce coloro che lo circondano, portandolo ad essere costantemente in conflitto con Terry/Twisty.
- Terry/Twisty, voce originale di Dave Hughes.

Terry/Twisty è un tornado senziente che soffre di disturbo dissociativo dell'identità. Normalmente è una creatura molto gentile e modesta, tuttavia ogni volta che si arrabbia, a intervalli casuali, i suoi occhi si illuminano di rosso e la sua voce assume un tono malvaggio e demoniaco. I fattori scatenanti più comuni sono quando le persone pronunciano male il suo nome o quando sente la voce di Norman Douglas. Oltre ad essere noto nella serie per essere l'unico personaggio a fumare le sigarette, si fa chiamare Terry quando è buono e Twisty quando è cattivo. Nonostante non siano mai stati mostrati insieme, è fidanzata con Model Robot come affermato da quest'ultimo. Come rivelato dall'animatore Todd Redner, la sua animazione è stata riciclata per usarla in un episodio di Aqua Teen Hunger Force, dove Polpetta assumeva la forma di un tornado.

### Nemici
- Coiffio, voce originale di Dave Willis.

Coiffio è il principale cattivo della serie. È un vecchio egocentrico con un'enorme ciuffo multicolore in testa. Per il resto sembra molto simile ad Uncle Grandfather anche se è molto più basso di lui, infatti, per sembrare più alto, usa dei sandali con dei tacchi molto alti che chiama Platform Sandals (letteralmente Sandali piattaforma). Parla con un accento pseudo-cajun poiché ha un impedimento linguistico diventato una gag comune della serie. Vive in una grande nave spaziale dalla forma fallica con una vasca idromassaggio all'aperto, ma alcune volte è visto anche in una piccola casa del vicino quartiere rurale di Tunaminium, che è riuscito a vendere a Rod. Il suo obiettivo non è ancora molto chiaro, ma certe volte dimostra un forte desiderio di uccidere Gerald, che, per qualche ragione, pensa sia il figlio di Uncle Grandfather. Oltre a fare karaoke e suonare la chitarra acustica, gli piace saltare su e giù sui materassi. Si è autodefinito Evil Controller of Cats (letteralmente Controllore malvagio dei gatti), ma non l'ha mai dimostrato effettivamente sul suo gatto Astronomicat. In un episodio perde il suo enorme ciuffo multicolore rivelando i suoi veri capelli bianchi.
- Model Robot, voce originale di Matt Harrigan.

Model Robot è il robot assistente di Coiffio. Di solito Coiffio dice a Model Robot di trasformarsi nella cosa che gli serve in quel particolare momento, ma il robot impiega talmente tanto tempo a trasformarsi che non è mai stato visto nella sua forma finale. È incapace di muovere le braccia e le gambe. Coiffio spesso si riferisce a lui come Model Asshole o Model Douchebag. Il suo aspetto ricordo quello di un robot Gundam, o più precisamente di un Gundam Super Deformed. La sua sequenza di trasformazione è un chiaro riferimento a Transformers e in generale ai robot giganti. Ha una relazione romantica con Terry. Model Robot muore apparentemente nel quarto episodio, quando, su richiesta di Coiffio, si trasforma in una bomba atomica ed esplode. È la mascotte del Convenience Store Of Death. 
- Catman, voce originale di Dennis Moloney.

Catman è il più spregevole tra tutti gli scagnozzi di Coiffio. È un uomo scontroso e obeso vestito da gatto che gli piace stare seduto senza fare niente e a leccarsi il pelo. Vive in una grande casa a forma di trasportino per gatti e lavora in un minimarket. L'unica cosa vagamente malvagia che ha fatto fino ad ora, oltre a sparare a Norman Douglas e Coiffio, è spazzare via Action Hotdog con i suoi artigli, cosa che lo ha fatto ben poco scoraggiare. Odia essere disturbato e ha poca lealtà nei confronti del suo maestro. Spesso tira fuori un'enorme Gatling quando è arrabbiato. Il suo atteggiamento nei confronti di Gerald non è ancora molto chiaro, infatti, in un'occasione, ha affermato che non gli importava affatto di Gerald, mentre un'altra volta ha affermato di aver lasciato Gerald perché pensava che il suo obiettivo fosse qualcuno chiamato Paul (molto probabilmente a causa di un fraintendimento dovuto all'impedimento linguistico di Coiffio). Nell'episodio della seconda stagione Return to Balding Victory, si scopre che Catman, come i normali gatti domestici, ha paura dell'acqua visto che prova a sparare, con il suo gatling, un'alluvione creata da Wetsy.

### Young Man e gli animali
- Young Man, voce originale di C. Martin Croker.

Young Man è un giovane ragazzo dal completo viola luccicante. Noto anche come King of All Animals (letteralmente Re di tutti gli animali) e autodefinitosi Ministry of Planning (Ministero della Pianificazione), viene incaricato da Uncle Grandfather per aiutare Gerald nella sua ricerca dei capelli perfetti. Nel complesso è molto simile a Gerald, appare come un ragazzo molto eccentrico, fa domande stravaganti e ha una totale dimenticanza di ciò che lo circonda. La sua espressione più comune è "You don't understand!" (Tu non capisci!). Viaggia con una grande utilitaria rossa che usa per trasportare tutti i suoi amici animali. Ha una cotta per Brenda. È una parodia dei ragazzi bishonen.
- Pappagallo, voce originale di C. Martin Croker.

Un piccolo pappagallo verde che rimane sopra la spalla di Young Man.
- Felix, voce originale di Nicholas Day.

Felix, anche noto come Felix the Bear o Felix the California Bear, è un orso grizzly marrone con un jet pack. Dopo aver inseguito Space Ghost, si unisce al gruppo degli animali di Young Man. La sua prima apparizione risale all'episodio Kentucky Nightmare di Space Ghost Coast to Coast, comparendo successivamente anche nell'episodio Escape from Leprechaupolis di Aqua Teen Hunger Force.
- Sherman, voce originale di Daniel Dumile.

Sherman, noto anche come Sherman the Giraffe, è uno degli animali di Young Man che lamenta costantemente di essere affamato. Il suo migliore amico è Felix the Bear e vengono spesso visti insieme. Gli piace ballare il tip-tap.
- Scimmia, voce originale di Nicholas Day.

Scimmia è una scimmia marrone del gruppo di animali di Young Man. Lo si vede spesso fumare la pippa.
- Zebra, voce originale di Matt Harrigan.

Un membro del gruppo di animali di Young Man.
- Pappagallo gigante, voce originale di C. Martin Croker.

Un grande pappagallo verde spesso mostrato assieme agli altri animali di Young Man.

### Altri personaggi ricorrenti
- Rod, the Anime God, voce originale di Matt Maiellaro.

Rod, the Anime God è un'entità di fuoco onnipotente e onnipresente, che può apparire e scomparire a suo piacimento. Solitamente quando appare, racconta delle notizie inutili che le persone spesso ignorano. È uno spacciatore di LSD e in un'occasione ha alluso al fatto di volerne prendere uno. Ha acquistato un appartamento di Tunaminium da Coiffio, il quale ha deciso di stabilirsi ufficialmente nella sua nave spaziale. Possiede un'ofuda che tiene sulla testa, con su scritto "Choudzume" in giapponese (letteralmente Salsiccia). Il suo character design è stato sviluppato nel 2004, un anno prima dell'inizio della serie, e inserito in uno degli episodi pilota scartati di Squidbillies.
- Space Ghost, voce originale di George Lowe.

Il supereroe Space Ghost in Space Ghost Coast to Coast

Space Ghost è un supereroe della Hanna-Barbera che appare occasionalmente in ogni episodio della serie. È un alcolizzato e lo si vede spesso scappare dall'orso Felix. In un'occasione si è presentato ubriaco nello studio televisivo di un network nel tentativo di chiedere lavoro, portandolo successivamente ad essere deriso dai dirigenti televisivi. In seguito appare insieme a Zorak nel suo set di Space Ghost Coast to Coast mentre guardano un episodio di Perfect Hair Forever dal suo monitor.
- Guardie militari segrete, voce originale di Nicholas Day.

Le guardie militari segreti sono dei poliziotti che si sono presentati varie volte durante la serie, anche se il loro vero scopo rimane sconosciuto. Sono sempre raffigurati in piedi sull'attenti con dei fucili mitragliatori. Fisicamente sembrano tutti identici tra loro e sono anche omosessuali, visto che in un'occasione sono stati visti tre di loro a letto.
- Wetsy, voce originale di Dave Hughes.

Wetsy è un'entità d'acqua che ha inondato Tunaminium. Ha parlato unicamente nel momento in cui si è presentato a Gerald, Norman Douglas e Terry, segnando anche la sua unica linea di dialogo nella serie. Viene sparato da Cat Man con il suo gatling, rimanendo tuttavia indenne dai proiettili.

## Personaggi secondari

### Gatti e panini
- Gatti.

Dei gatti che compongono l'esercito di Coiffio usato per contrastare il potere dei panini. Rappresentano il lato cattivo e malvaggio della serie e sono coinvolti nelle guerre di Cat-Bun. Combattono mediante l'uso di frecce, spade, scudi, bombe e pistole, oltre alle catapulte. Insieme ai Panini, si sono presentati negli spalti della gara motociclistica tra Gerald e Coiffio. In quest'occasione hanno mostrato dei cartelloni con scritto "Cibo per bambini" in giapponese, come rivelato da Todd Redner che ha tradotto le scritte con un traduttore anime. Sono stati disegnati da Amber Boardman.
- Space Cat.

Space Cat, conosciuto anche come Astronomicat o Pedro, è il gatto alato di Coiffio. Sotto il controllo di quest'ultimo, di solito, si fa crescere istantaneamente le ali e viaggia nello spazio per completare una qualsiasi missione. Il gatto è utilizzato principalmente per il recupero di informazioni. Astronomicat è il suo vero nome ma ogni volta che Coiffio prova a pronunciarlo salta sempre sulla terza o quarta sillaba, si arrende e poi lo chiama semplicemente Space Cat o Pedro. Riuscì a rubare la collana di hamburger e a smembrare la mano di Young Man.
- Generale Meow.

Il leader dell'esercito di gatti di Coiffio. Viene mostrato firmare un trattato di pace in merito alle guerre di Cat-Bun assieme al Comandante Panino. È un gatto normale con un cappello e un distintivo.
- Panini.

Dei panini sapienti coinvolti nelle guerre di Cat-Bun, schierati contro l'esercito dei gatti di Coiffio. Rappresentano il lato buono della serie. Sono dei panini per hot dog vuoti che hanno la capacità di fluttuare e combattere. Utilizzano lo stesso linguaggio di Action Hot Dog. Per il combattimento utilizzano armi quali frecce, scudi e pistole, oltre a cannoni ketchup e senape. Insieme ai Gatti, si sono presentati negli spalti della gara motociclistica tra Gerald e Coiffio. In quest'occasione hanno mostrato dei cartelloni con scritto "Vomito sanguinante" in giapponese, come rivelato da Todd Redner che ha tradotto le scritte con un traduttore anime. Sono stati disegnati da Amber Boardman.
- Panino gigante.

Un panino per hot dog gigante evocato da Uncle Grandfather per attaccare Rod. In seguito gli viene ordinato dal primo di avvertire Gerald sul fatto che le guardie militari segrete stanno "manipolando il piano". 
- Comandante Panino.

Il leader dei panini. Viene mostrato assieme al Generale Meow firmare un trattato di pace per le guerre di Cat-Bun.

### Personaggi minori
- Madre di Gerald, voce originale di Kim Manning.

La madre senza nome di Gerald. Appare durante una visione di Gerald.
- Zia Jenny, voce originale di Andy Merrill.

Zia Jenny è la testa di una strega senza corpo che appare in una delle visioni di Gerald. È la zia di Young Man ed è l'unica della sua famiglia che si è presentata al suo matrimonio con Brenda.
- Donna nuda col grembiule, voce originale di Kako Watanabe (in giapponese) e Charlsey Adkins.

La donna nuda col grembiula è una donna senza nome. Appare come la madre di Gerald nella parodia delle sitcom americane, affiancata dal marito Rod.
- Dirigente del network, voce originale di George Lowe.

Il dirigente del network è un uomo che lavora assieme ai suoi assistenti in uno studio televisivo. Ha prodotto due serie televisive chiamate Japanese Bear Dad e Ghost Bear Junior High Attended Party. Per la maggior parte del tempo ripete il suo slogan "finanzialo".
- Dirigenti televisivi, voci originali di Jim Rich e Craig Hartin.

I dirigenti televisivi sono tre ragazzi che lavorano in uno studio televisivo e consigliano il dirigente del network.
- Nativi americani, voci originali di Ned Hastings e Barry Mills.

Due indiani che si presentano ad una bancarella allestita da Uncle Grandfather. In seguito vengono visti brevemente nella foresta, dove spiano Gerald e Action Hot Dog da dietro un albero.
- Studenti.

Gli studenti sono i ragazzi che frequentano la Scuola Anime. Sono tutti identici a Gerald e vestiti con degli abiti gialli e verdi, con l'unica differenza che ciascuno di loro porta dei capelli diversi e di vari colori. Appaiono in Ghost Bear Junior High Attended Party, una sitcom creata da un gruppo di dirigenti televisivi, dove vengono divorati dall'orso Felix.
- Clown crocifissi.

Un gruppo di clown crocifissi. Non vengono mai ritratti muoversi e non danno segni di vita.
- Cat Woman.

Una donna gatta simile a Cat Man che indossa un piccolo abito rosso. Si è presentata al matrimonio di Young Man e Brenda.
- Creatura Lupo.

Una creatura simile ad un lupo dal pelo bianco che indossa una cintura con un ananas. Si presenta al matrimonio di Young Man e Brenda.